# Nueva camarilla de Guangxi
Tras la fundación de la República de China, Guangxi fue base de una de las más poderosas camarillas militares de China: la antigua camarilla de Guangxi. Liderada por Lu Rongting (陆荣廷) y otros, la camarilla también pudo tomar el control de las vecinas provincias de Hunan y Cantón. La antigua camarilla de Guangxi desapareció a comienzos de la década de 1920, siendo reemplazada por la nueva camarilla de Guangxi, liderada por Li Zongren, Huang Shaohong y Bai Chongxi.

## Lu Rongting y las guerras Yue-Gui
En 1920, Chen Jiongming expulsó a Lu Rongting y la antigua camarilla de Guangxi fuera de Cantón, durante la Primera Guerra Yue-Gui. En 1921, Chen invadió Guangxi, dando inicio a la Segunda Guerra Yue-Gui, obligando a Lu Rongting a retirarse en julio de 1921. En agosto, Chen había ocupado Nanning y el resto de Guangxi. Chen Jiongming y las fuerzas cantonesas ocuparon Guangxi hasta abril de 1922. Dicha ocupación fue mayormente nominal porque surgieron bandas armadas leales a Guangxi, agrupadas bajo líderes locales, haciéndose llamar el Ejército de Autogobierno. 
Sun Yat-sen y Chen Jiongming pronto se distanciaron por sus diferencias sobre la continuación de la Expedición del Norte. Sin embargo, Chen aspiraba solamente a ser el caudillo de Cantón y luego de que la camarilla de Zhili en Pekín reconoció su poder en el sur, este abandonó a Sun Yat-sen. Hacia mayo de 1922, las fuerzas cantonesas ya se habían retirado de Guangxi, dejando un vacío de poder.

## Tras las guerras Yue-Gui
Lu Rongting fue capaz de articular una maquinaria política y militar de las fuerzas que componían el Ejército de Autogobierno, apelando a los lazos de amistad, familiares y étnicos Zhuang, pero su ausencia llevó a un rápido colapso hacia el localismo, cosa que ocurrió cuando se retiraron las fuerzas de Cantón. Ocurrieron intensos enfrentamientos en los intentos de volver a ocupar territorios o para arrebatar a las tropas que se retirabana sus suministros y municiones.
Con el apoyo de Wu Peifu y la Camarilla de Zhili, Lu Rongting se pasó de nuevo a Guangxi en 1923 y comenzó a tratar de reconstruir su coalición. Pronto, tuvo el control del sur con su importante fuente de mano de obra de etnia zhuang, pero la situación había cambiado y su organización política no podía reconstruirse. Existía una nueva apreciación de las tácticas modernas, los nuevos armamentos y los medios políticos entre los oficiales más jóvenes entrenados en las escuelas militares después de la Revolución de 1911. Durante las confusas luchas de poder tras las Guerras Yue-Gui, estos militares locales comenzaron a tomar territorios en Guangxi y dominarlos.
En el suroeste, existían rutas de tráfico de opio desde Yunnan y Guizhou, que pasaban a través de Baise y luego cursaban río abajo hacia Nanning. Este opio usualmente salía de Wuzhou, desde donde se financiaba dicho tráfico. Durante las Guerras Yue-Gui, Huang Shaohong, siendo comandante del Batallón Modelo de la 1.ª División de Guangxi, y Bai Chongxi su antiguo segundo, intentaron permanecer neutrales y se establecieron en Baise. Huang eventualmente tomó el control de Baise, y del tráfico de opio. Posteriormente, expandió su control a Wuzhou, controlando así las rutas de entrada y salida del opio de Guangxi. Con las ganancias que obtuvo del opio, Bai pudo construir una fuerza bien equipada y entrenada.
Durante las Guerras Yue-Gui, Li Zongren había acompañado a Lin Hu y Lu Rongting en Cantón y lideró las tropas de los flancos cuando las fuerzas de la Antigua camarilla de Guangxi se retiraron ante el ataque de Chen Jiongming. Durante la campaña, el batallón de Li Zongren, quedó reducido a aproximadamente mil hombres y huyó a los campos. Pero Li, pretendiendo ser más que un simple bandido, comenzó a construir una maquinaria de guerra personal, conformada por unidades profesionales de soldados. 
Estos serían iguales a cualquier fuerza en China y más que suficiente para hacer frente a cualquier número de bandidos o de las tropas irregulares zhuang que Lu Rongting había reclutado en su guerra para restablecer su poder en Guangxi. Li se unió al Kuomintang en 1923, cuando ya controlaba un considerable número de tropas en el norte de Guangxi y había liquidado a los bandidos locales, los caudillos rivales, y las fuerzas remanentes de la antigua camarilla de Guangxi en el norte.

## Toma del poder
Para la primavera de 1924, Huang Shaohong, Bai Chongxi, y Li Zongren, formaron la Nueva camarilla de Guangxi y crearon el bien equipado Ejército de Pacificación de Guangxi. Li Zongren era el Comandante en Jefe, Huang Shaohong era el Segundo Jefe, y Bai Chongxi el Jefe de Estado Mayor. En agosto, ya habían derrotado y expulsado al anterior gobernante Lu Rongting y a otros contendientes de la provincia. Li Zongren fue gobernador militar de Guangxi brevemente entre 1924 y 1925, y nuevamente entre 1925 y 1949.
Los esfuerzos de la coalición llevaron a la Provincia de Guangxi a quedar bajo la jurisdicción de la República de China. Li Zongren fue gobernador militar de Guangxi entre 1924 y 1925, Huang se convirtió en gobernador civil de Guangxi entre 1924 y 1929, y Guangxi permaneció bajo la influencia de Li Zongren hasta 1949. La Nueva camarilla de Guangxi intentó modernizar la provincia entre 1926 y 1927, cuando la camarilla controlaba Guangxi y gran parte de Cantón, Hunan, y Hubei. La Nueva camarilla de Guangxi fue más activa en su modernización de lo que había sido Lu Rongting. Fundaron la Universidad de Guangxi en Nanning, construyeron más de cinco mil kilómetros  de carreteras y extendieron la electrificación del área.
Sin embargo, debido a que la camarilla tenía que movilizarse constantemente para la guerra, primeramente contra los caudillos de Cantón, y posteriormente contra los japoneses, la carga impositiva fue mucho mayor que la de Lu Rongting. La Nueva camarilla de Guangxi también gravó el tráfico de opio. Tal y como fue hecho posteriormente por el gobierno de Chiang Kai-shek, los impuestos fueron recolectados a través de las "oficinas de supresión del opio", creadas ostensiblemente para destruir dicho tráfico. En 1932, el ingreso del opio ascendía a cincuenta millones de dólares, la mayor fuente de ingreso del presupuesto provincial.

## Expedición del Norte
Durante la Expedición del Norte, Bai Chongxi era el Jefe de Estado Mayor del Ejército Nacional Revolucionario y lideró al Ejército de la Ruta del Este que conquistó Hangzhou y Shanghái en 1927. Como comandante de guarnición de Shanghái, Bai también tomó parte en la purga de comunistas en el Ejército Nacional Revolucionario y de los sindicatos de trabajadores, el 4 de abril de 1927, en Shanghái. 
Li Zongren  fue general del Séptimo Ejército en la Expedición del Norte. Li llegó a ser el General en Jefe de ese ejército en dicha expedición y capturó Wuhan en 1927. Posteriormente, Li fue nombrado comandante del Cuarto Grupo de Ejército, compuesto del Ejército de Guangxi y otras fuerzas provinciales conformando 16 cuerpos y seis divisiones independientes. En abril de 1928, Li Zongren, junto a Bai Chongxi, quien era conocido por sus muchas victorias sobre los caudillos del norte, lideraron el Cuarto Grupo de Ejército contra Pekín, capturando Handan, Baoding, y Shijiazhuang, hacia el 1 de junio. Zhang Zuolin se retiró de Pekín el 3 de junio, y el ejército de Li capturó Pekín. Bai comandó las unidades de vanguardia que entraron primero en Pekín y Tianjin.

## Guerra de las Planicies Centrales hasta 1936
Luego del fin de la Expedición del Norte, Chiang Kai-shek comenzó sus intentos por reorganizar el ejército. Dicha situación alteró las influencias territoriales de las camarillas militares, agravando rápidamente dentro del partido las relaciones entre el gobierno central y los poderes regionales. Li Zongren, Bai Chongxi y Huang Shaohong de la Camarilla de Guangxi fueron los primeros en romper relaciones con Chiang en marzo de 1929, lo cual comenzó las confrontaciones que condujeron a la Guerra de las Planicies Centrales. Chiang Kai-shek derrotó a la camarilla en 1929. 
Tras la derrota en dicha guerra civil, Guangxi se alió con Chen Jitang luego de que este se convirtió en el jefe del gobierno de Cantón en 1931, y se rebelaron contra Chiang Kai-shek. Hubiera estallado otra guerra civil si nu hubiese ocurrido el Incidente de Mukden, que condujo a todas las facciones a unirse contra el Imperio de Japón. Como resultado de esto, entre 1930 y 1936, la camarilla organizó la reconstrucción de Guangxi, convirtiéndola en una provincia "modelo" con una administración progresista y Guangxi fue capaz de suministrar gran número de tropas a la guerra contra Japón durante la segunda guerra sino-japonesa.

## La Rebelión del Sureste
Durante la década de 1930, diferentes señores de la guerra mostraron su descontento contra el líder de China al enfocarse en atacar a los chinos comunistas en vez de crear un frente común contra el Imperio del Japón. Con la muerte del líder de la camarilla de Guanxi Hu Hanmin en mayo de 1936, los nuevos gobernantes decidieron separar su ejército del ejército nacional revolucionario del Kuomintang. Algo similar hizo la camarilla de Cantón, que separaron sus divisiones del ejérctio del Kuomintang. En junio del mismo año, las camarillas de Guanxi y de Cantón se unieron y lanzaron un mensaje al presidente de la República de China Chiang Kai-shek: "O luchas contra Japón o luchas contra nosotros". Tras esto, las dos camarillas crearon el "Ejérctio Anti-Japonés de Salvación Nacional" compuesto por más de 300.000 soldados, 27 tanques y 48 aviones. El ejército nacional revolucionario no pudo evitar los avances de las camarillas y lograron conquistar la ciudad de Wuchow así como los cuerteles de Lingshan en poco tiempo.
Los japoneses, viendo las rivalidades internas en China, decidieron apoyar a los insurgentes, a quienes les vendieron 10.000 fusiles y enviaron oficiales para asesorar a sus ejércitos. No fue hasta la participación de las fuerzas aéreas de la República de China que el conflicto no se decantaría para las fuerzas de Chiang Kai-shek. A partir de este momento, las camarillas buscaron la paz y en septiembre de ese mismo año, el conflicto se daría por concluido. Los diferentes líderes de las camarillas fueron perdonados y hasta dos generales de las camarillas (Li Zongren y Bai Chongxi) pasaron a las filas de Chiang.